# Stapel (stokje)

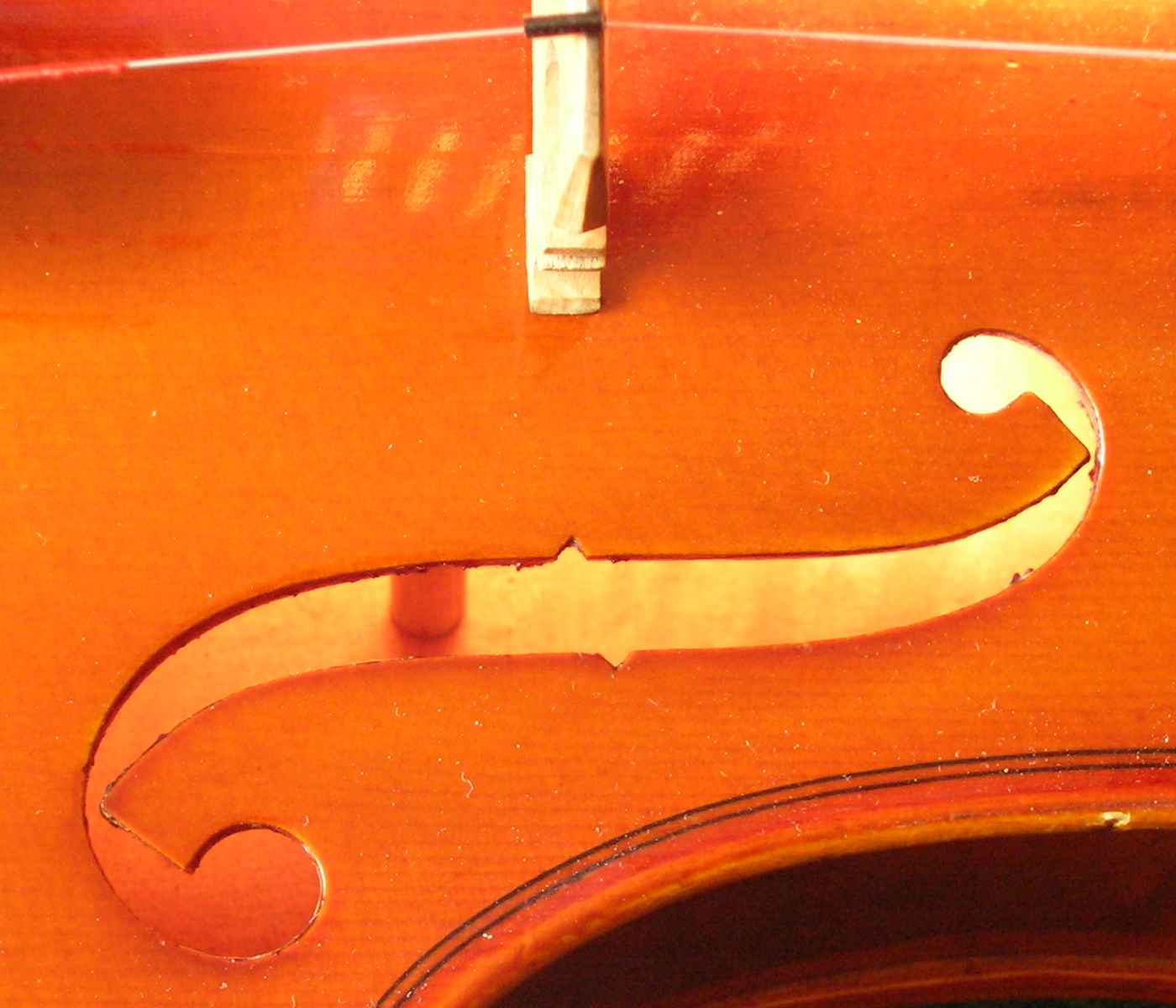
Het onderste uiteinde van de stapel is zichtbaar in het f-vormige klankgat.

Een stapel is een stukje vurenhout in de klankkast van een strijkinstrument dat de trillingen van het bovenblad overbrengt naar het onderblad. Het kleine houtje is van grote invloed op de klankvorming in de kast.

## Gebruik en functie
De stapel is een standaardonderdeel in alle viooltypen (een viool, altviool, cello of contrabas), maar kan ook worden gebruikt in viola da gamba's, citers en archtopgitaren. De stapel staat tussen het bovenblad en onderblad ingeklemd, precies achter de rechterkamvoet. Onder de linker zit de zangbalk. De functie van de stapel is drieledig:
- hij is een constructief, in sommige instrumenten noodzakelijk, onderdeel;
- hij transporteert de trillingen van het boven- naar het onderblad;
- hij vormt het karakter van het instrument door aanpassing van de vibraties in de kast.

## Constructie
De juiste afstand tussen de kamvoet en de stapel is de helft van de diameter van het stokje. De plaatsing en de drukspanning bepalen de vorm van de kast en de vorm van het geluid. Meestal wordt de juiste plaats proefondervindelijk gevonden door herhaaldelijk het instrument te bespelen en het stokje telkens fractioneel bij te stellen, een kwestie van goed luisteren en horen.
De beide uiteinden worden zodanig rondgeschuurd dat ze exact aansluiten op de welving van de bladen. De stapel blijft op zijn plaats vanwege wrijving door de drukspanning. De nerf van de stapel moet haaks op de lengteas van het instrument staan. Wanneer de juiste plek is gevonden, en gemarkeerd, kan de stapel na verwijdering (voor een reparatie of bij onderhoud) op exact dezelfde plaats worden teruggezet.

## Problemen
Bij een te geringe spanning klinken de E- en de A-snaar verzwakt. Als de G- en de D-snaar zwak en niet geharmoniseerd klinken, dient de stapel verplaatst te worden in de richting van de zangbalk.
Een te grote spanning maakt de klank schel en scherp. Maar ook een te grote afstand tot de kamvoet kan daar de oorzaak van zijn. Is de stapel te lang, dan gaat de klank achteruit en wordt het instrument moeilijker te bespelen. Ook is er dan het risico van stapelbreuk, een ernstige beschadiging van het bovenblad.

## Voetnoten
1. ↑  Lemma stapel in: L.M.G. Arntzenius et al. (red.), Encyclopedie van de muziek, tweede deel I-Z, Elsevier, Amsterdam/Brussel, 1957 (uitgegeven onder auspiciën van de Winkler Prins Stichting).